# الاستيلاء على المنيعة
معركة الاستيلاء على مدينة المنيعة هي أحداث تاريخية بارزة خلال فترة الثورة الجزائرية ضد الاحتلال الفرنسي. وقعت هذه المعركة في شهر مارس عام 1869، في إطار مساهمة البطل ابن شهرة ومجموعته مع القائد الجزائري بوشوشة.

## الخلفية
في هذه الفترة، كان الاحتلال الفرنسي يسعى لتوسيع سيطرته في الجزائر، وكانت المدينة المنيعة تحظى بأهمية استراتيجية. كان بوشوشة قائدًا لجيش متنوع يضم الشعابنة ومتليلي وشعانبة المواضي بالمنيعة وأهل توات.

## سير الأحداث
في شهر مارس 1869، التقى البطل ابن شهرة مع بوشوشة وجماعته في قرى المخرق وقنيفيد على الضفة اليسرى لوادي امزي. في هذا الاجتماع، انضم الجميع إلى بوشوشة وبدأوا التحضير لاستيلاء على مدينة المنيعة وطرد قائدها جعفر المعين بواسطة السلطة الفرنسية.

## معركة المنيعة
بدأت المعركة بتوجيه هجوم مشترك من القوات الجزائرية تحت قيادة بوشوشة وابن شهرة على مدينة المنيعة.

## النتائج
انتهت المعركة بنجاح للقوات الجزائرية، حيث تم استيلاءها على مدينة المنيعة وطرد قائدها جعفر المعين. كانت هذه النصرية مهمة للثوار الجزائريين، حيث أظهروا قدرتهم على صد القوات الفرنسية واستعادة السيطرة على المناطق الاستراتيجية.

## التأثير
تعتبر معركة الاستيلاء على المنيعة حدثًا مهمًا في تاريخ الثورة الجزائرية، حيث أشارت إلى قوة العزيمة والتضحية لدى الجزائريين في مواجهة الاحتلال.
المراجع

## مواضيع ذات صلة
الناصر بن شهرة
الاحتلال الفرنسي للجزائر
قبيلة الشعابنة